# Commune nouvelle d'Arrou
Commune nouvelle d'Arrou é uma comuna francesa na região administrativa do Centro-Vale do Loire, no departamento de Eure-et-Loir. Estende-se por uma área de 145.30 km². Em 2010 a comuna tinha 3 791 habitantes (densidade: 26,1 hab./km²).
Foi criada em 1 de janeiro de 2017, a partir da fusão das antigas comunas de Arrou (sede da comuna), Boisgasson, Châtillon-en-Dunois, Courtalain, Langey e Saint-Pellerin.